# Criminología

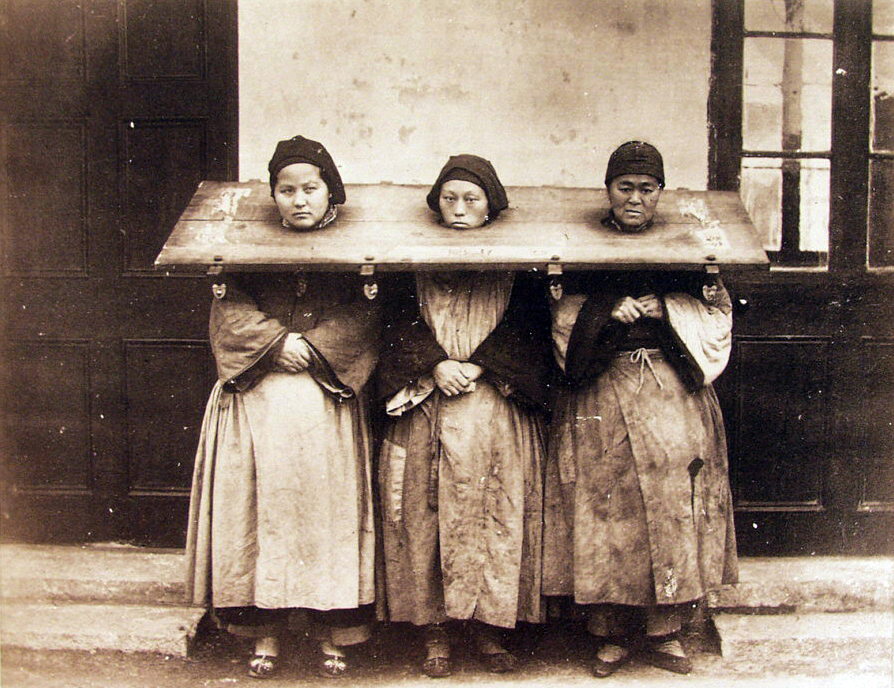
Fotografía de año 1875 en donde se muestra un castigo a tres mujeres en el Imperio chino durante la Dinastía Qing.

La criminología es una ciencia social interdisciplinaria y de carácter autónomo, que tiene cuatro objetos de estudio, a saber: el crimen, el criminal, la víctima y el control social de la criminalidad. 
En cuanto a su etimología, el término de criminología deriva del latín: crimen-criminis, y del griego logos, considerando el concepto de crimen como conducta antisocial y no como delito.
Se centra en el estudio del fenómeno criminal, así como en el proceso de definición y sanción de la conducta desviada. Además, también se centra en la prevención y el tratamiento de estas conductas.
Basa sus fundamentos en conocimientos diversos de disciplinas y ciencias tales como lo son la sociología, psicología, trabajo social, medicina, antropología, matemática, física y química, apoyándose de manera indirecta del derecho penal y de otras ciencias de carácter forense. Cabe destacar que es frecuente confundir la criminología con la criminalística, que lo hace en el proceso de investigación.
El nombre de esta ciencia fue utilizado por primera vez por el antropólogo francés Paul Topinard. En 1885, el profesor italiano de derecho Raffaele Garófalo acuñó este término de manera formal. Muy ligado a la criminología se encuentran los logros y teorías de Cesare Lombroso, a quien se le considera el padre de la criminología, ya que en sus estudios acerca de la antropología criminal, cimentó bases y teorías que hasta nuestros días perduran, ya sea como antecedentes o como directrices mismas de la ciencia.
A pesar de ser una ciencia relativamente reciente y haber sido cuestionada en cuanto a su vinculación y dependencia del derecho penal, la criminología ha alcanzado un carácter autónomo, al ser partícipe de la utilización del método científico para la formulación de las distintas teorías que la componen.

## Historia

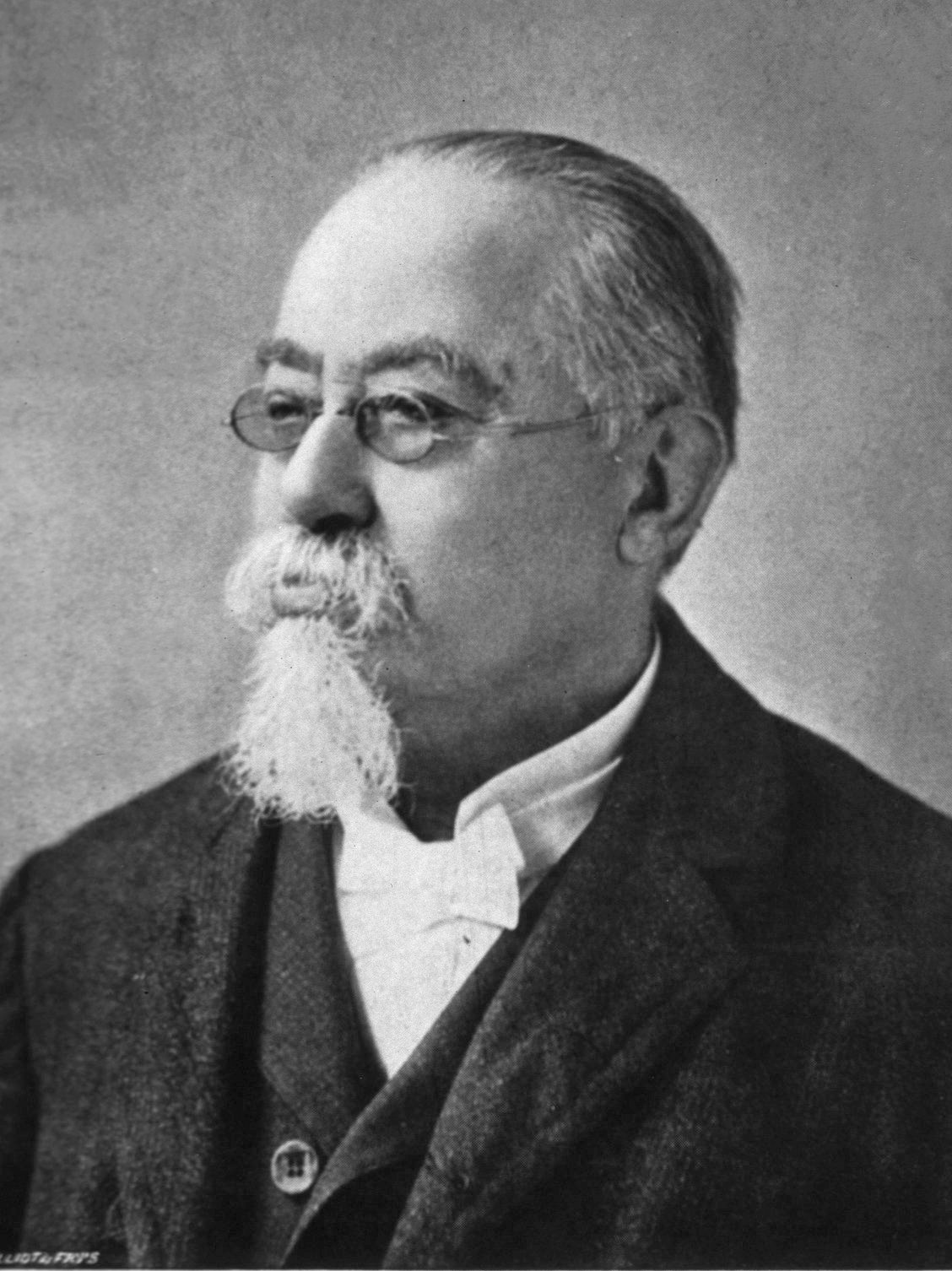
Cesare Lombroso es considerado el padre de la criminología.

La lucha contra el delito y el estudio de los delincuentes y del castigo data de la antigüedad.[cita requerida] Filósofos como Sócrates, Platón o Aristóteles ya hablaron sobre este tema, atribuyendo los delitos a deficiencias físicas o mentales e incluso a la herencia.[cita requerida]
A mediados del siglo XIII, Tomás de Aquino intentó también sentar las bases de la filosofía del derecho penal en su obra Escolástica, y en la Edad Media se realizaron algunos estudios médicos para investigar crímenes aislados.

### Escuela clásica
La Escuela Clásica tiene un desarrollo basado en la filosofía de la Ilustración, que considera a todos los hombres y mujeres como seres libres, iguales y racionales, por lo cual podían actuar responsablemente como individuos. Por tanto, no considera diferencias entre el individuo que viola la ley y quien la respeta. El interés del estudio no recae sobre el actor, sino en el acto delictivo o criminal. Concibe al delito como una creación jurídica y la violación de la norma como un rompimiento del pacto social.
Postulados de la Escuela Clásica:
- Parte del libre albedrío de los individuos.
- Todo individuo puede tener un comportamiento desviado.
- El centro de la reflexión gira alrededor del acto delictivo.
- Es reactiva, ya que no busca investigar las causas de la desviación.[5]

Propone que la proporción de los castigos debe guardar relación directa al perjuicio social del hecho; esta Escuela estaba en contra de la crueldad de los castigos y, de la arbitrariedad de la justicia aplicada por los jueces.
Sus postulados, respecto a las penas y el delito, constituyen las bases para el Derecho penal moderno, derivando los siguientes principios:
- Legalidad: solo las leyes pueden decretar las penas de los delitos, es tarea del legislador definirlas en representación de la sociedad unida por el pacto social.
- Jurisdiccional: un tercero (juez) debe juzgar la verdad de los hechos, sin tener que interpretar las leyes, por lo cual, la ley debe ser clara y conocida por todos.
- Proporcionalidad: debe existir proporción directa entre la pena y el delito cometido, y relacionado con el daño realizado.
- Prontitud: para que la pena sea útil, debe imponerse lo más cercana posible al tiempo de la comisión del delito, por lo que el proceso debe ser breve.
- Necesidad: no es la crueldad de las penas la que impide la comisión de delitos, el freno más grande del delito es la inexorabilidad e infalibilidad de la pena.[5]

### Escuela biológico-positivista
Esta escuela parte del determinismo biológico de la conducta humana, considerando que los hombres son impulsados por características innatas hacia el delito. El centro del análisis ya no es el delito, es el criminal, y la sociedad se ve compelida a defenderse de todo acto antisocial ya sea relegándolo o eliminándolo.
Para Cesare Lombroso, el criminal es nato, es un ser atávico, esto es porque tiene una regresión biológica que se manifiesta en ciertas características físicas tales como la asimetría del rostro o del cuerpo, polidactilia, orejas grandes, etc. Por su parte Enrico Ferri considera al delincuente como un hombre anormal, ya sea por sus anormalidades físicas, psíquicas, hereditarias o bien sean adquiridas. Ferri entiende por delito las acciones determinada por motivos individuales y antisociales que alteran las condiciones de existencia elección a la moralidad mediante un pueblo en un momento determinado. Raffaele Garofalo define al «delito natural» como la ofensa a la piedad y la probidad, sentimientos que integran el consenso moral existente.
En esta corriente de pensamiento, el delito en sí mismo constituye solo una manifestación del carácter peligroso del autor que lo comete; es decir, la peligrosidad del sujeto que infringe la norma es el pilar para determinar la sanción, por lo que, se justifica aplicar a estos sujetos medidas de seguridad o penas sin límite de tiempo, ya que, al ser un enfermo social no puede determinarse cuando superará el estado peligroso en el que se encuentra.
Los postulados de la escuela biológico-positiva:
- Parte de un determinismo de la conducta delictiva.
- El centro del análisis es el actor del delito o crimen y su comportamiento, en tanto se intenta explicar las causas de este.
- Entre criminales y no criminales existen diferencias fundamentales biológicas-antropológicas, que determinan el comportamiento individual de cada cual.
- La Escuela biológica- positiva, está orientada empírica y positivamente.
- Es una teórica etimológica en tanto busca las causas de la conducta desviada.[5]

## Criminología moderna
En el siglo XX, los criminólogos se esfuerzan en hacer una síntesis de los descubrimientos precedentes. En diferentes países comienza a manifestarse una tendencia a ampliar el campo de la actividad criminológica: unos incluyen en ella la criminalística (Alemania); otros, la penología; hay otros que preconizan el estudio conjunto de la ciencia del crimen y de la ciencia de la reacción social suscitada por él (Estados Unidos). En este siglo, la criminología ha influido notablemente en la evolución del derecho penal.
Con los posteriores avances en el campo de la psicología y sociología algunos investigadores han propuesto nuevos enfoques, entre ellos se encuentran: Jean Pinatel, Edwin Sutherland, Robert Merton, David Matza, Travis Hirschi, Gary LaFree, David Farrington, Michael Gottfredson, Charles Tittle, Jock Young, entre otros.

A partir de mediados del siglo XX, se presenta un cambio de paradigma en la ciencia criminológica fijando su atención en los procesos de criminalización, en el ambiente social, pero estudia también a la víctima. Según la definición de Antonio García-Pablos de Molina
Es una ciencia empírica e interdisciplinaria, que se ocupa del estudio del crimen, de la persona del infractor, la víctima y el control social del comportamiento delictivo, y trata de suministrar una información válida, contrastada, sobre la génesis, dinámica y variables principales del crimen —contemplado éste como problema individual y como problema social— así como sobre los programas de prevención eficaz del mismo, las técnicas de intervención positiva en el hombre delincuente y los diversos modelos o sistemas de respuesta al delito.

### Escuela de Chicago
La escuela de Chicago surgió a principios del siglo XX, a través de la obra de Robert E. Park, Ernest Burgess, y otros sociólogos urbanos en la Universidad de Chicago. En la década de 1920, Park y Burgess identificaron cinco zonas concéntricas que existen a menudo al crecer las ciudades, incluyendo la «zona en transición», que fue identificada como más volátil y sujeta al desorden. En la década de 1940, Henry McKay y Clifford R. Shaw se centraron en los delincuentes juveniles, encontrando que estaban concentrados en la zona de transición.
Los sociólogos de la Escuela de Chicago adoptaron un enfoque de ecología social a las ciudades que estudiaban y postularon que los barrios urbanos con altos niveles de pobreza a menudo experimentan una ruptura de la estructura social e instituciones como la familia y la escuela. Esto da como resultado la desorganización social, lo que reduce la capacidad de estas instituciones para controlar el comportamiento y crea un ambiente propicio para la conducta desviada.
Otros investigadores sugieren un vínculo psicológico-social añadido. Edwin Sutherland sugirió que las personas aprenden el comportamiento criminal de los delincuentes mayores, más experimentados con los que se pueden asociar.
Siguiendo la escuela de Chicago, la teoría de la anomia de Robert Merton y la idea de asociación diferencial de Edwin Sutherland, los teóricos subculturales se centraron en pequeños grupos culturales que se alejan de la corriente principal para formar sus propios valores y significados acerca de la vida. Teóricos como David Matza y Sykes Gresham argumentaron en contra de esta teoría, al sostener que los criminales no son diferentes del resto de la sociedad. Poseen los mismos principios morales, y es por ello que deben recurrir a técnicas de neutralización que les permiten actuar de manera repudiable. Afirman, además, que las incursiones en el mundo delictivo se dan gradualmente y no de modo irreversible.
Todas estas corrientes, durante la década de los años setenta del siglo XX, serán puestas en duda por las teorías del control, influenciados principalmente por Travis Hirschi y Gottfredson.

### Teorías individualistas
La teoría de la elección racional se basa en la escuela clásica de filosofía utilitarista de Cesare Beccaria, que fue popularizada por Jeremy Bentham. Ellos argumentaron que el castigo, si es certero, rápido, y proporcionado al delito, es un elemento disuasivo para el criminal, ya que los riesgos sobrepasan los posibles beneficios para el infractor. En Dei delitti e delle pene (De los delitos y las penas, 1763-1764), Beccaria abogó por una ciencia penal racional. Beccaria concibe el castigo como la necesaria aplicación de la ley frente a un delito. El juez, por lo tanto, simplemente debía ajustar su condena al cumplimiento de la ley. También distingue entre el delito y el pecado, y abogó en contra de la pena de muerte, la tortura y tratamientos inhumanos, ya que los consideraba elementos de disuasión irracionales.
Esta filosofía fue sustituida por las Escuelas positivista y la de Chicago. No reaparece hasta la década de 1970 con los escritos de James Q. Wilson, el artículo de 1965 de Gary Becker titulado "Crimen y castigo", y "La óptima aplicación de leyes" de George Stigler, en 1970. La teoría de la elección racional sostiene que los delincuentes, al igual que otras personas, sopesan los costos/beneficios y riesgos a la hora de decidir si cometer un delito y piensan en términos económicos. Desde esta perspectiva, las medidas de prevención se piensan al modo de una contra-motivación, es decir, incrementando las consecuencias de cometer un delito, por ejemplo, a través del endurecimiento de las penas. Las teorías de la elección racional también sugieren que el aumento de la probabilidad de ser atrapado, a través del aumento de la vigilancia, la policía o la presencia de guardia de seguridad, el mayor alumbrado público y otras medidas, son eficaces en la reducción de la delincuencia.

### Criminología crítica
La criminología crítica es una rama de la criminología que construye su perspectiva sobre la base del marxismo, feminismo, economía política y la teoría crítica. Uno de los objetivos de esta disciplina es el estudio sistémico de la delincuencia y la justicia dentro de la estructura de clases y los procesos sociales. En esta perspectiva, la ley y la pena son vistas en relación con un sistema que perpetra la opresión y las desigualdades.
La Conferencia Nacional de la Desviación en 1968 fue un momento fundacional para la criminología crítica. Esta opone un enfoque macrosociológico a uno biopsicológico del comportamiento desviado, evidenciando su relación funcional o disfuncional con la estructura social, superando el paradigma etiológico de la criminología clásica. Algunas de sus tendencias principales son:
- El realismo de izquierda propone la reducción del control penal y extensión a otras áreas, reinserción del delincuente (en lugar de marginar en la prisión deben buscarse alternativas a la reclusión), disuasión preventiva (organización de los “grupos de cooperación ciudadana”), defensa de la prisión (esta debe darse solo para casos en el que el infractor represente un peligro para la sociedad).[16]
- El minimalismo se desarrolló en Europa del Sur y América Latina, busca que se cumplan los principios del pensamiento penal liberal: en el sentido original del iluminismo, la transformación radical del sistema penal en un “derecho penal humanitario",[17] o como reducción progresiva del derecho penal con la perspectiva de una reorganización general de la respuesta institucional a los problemas y conflictos sociales, de manera que se supere el actual sistema de justicia penal.[16]
- El abolicionismo efectúa una crítica radical a todo el sistema de justicia penal y plantea su reemplazo. Existe poco consenso entre los autores considerados abolicionistas, ya que algunos ven al sistema penal como superfluo o innecesario que podría abolirse sin generar una crisis del sistema,[18] otros piensan que el sistema penal es la piedra angular de la represión y cuya abolición implicaría necesariamente la transformación de la sociedad como un todo.[19]

### Criminología feminista
El feminismo en criminología viene a indicar que la criminología convencional es sin dudas sesgada hacia el género masculino. Las feministas argumentan que las perspectivas anteriores omiten la dimensión femenina en la teoría y la experiencia del mundo en el que viven las mujeres. Ejemplo de ello son los estudios sobre culturas carcelarias: al analizar los efectos de la reclusión en prisiones de hombres y mujeres, se encuentran grandes diferencias entre ambos. La criminología, en particular, representa una perspectiva centrada en el rol de los hombres y la forma en la que perpetran crímenes contra otros hombres. Además, se tiende a generalizar el comportamiento de las mujeres, sea como delincuentes o víctimas, en relación a lo que es hecho por los hombres, fuera de cualquier evidencia empírica. Otro aspecto de los feministas es el modo en que las mujeres acceden a la profesión de criminólogas. En este sentido, se ha adoptado el término malestream, para indicar el estilo asumido por la mayoría de los criminólogos e investigadores, por la que las mujeres se han adaptado a la forma de trabajar de sus colegas masculinos.

## Tipos y definiciones de crimen
Tanto las escuelas positivistas y clásicas tienen una visión de consenso de la delincuencia —que un crimen es un acto que viola los valores y creencias básicas de la sociedad—. Esos valores y creencias se manifiestan como las leyes que la sociedad acuerde. Sin embargo, hay dos tipos de leyes:
- Las leyes naturales se basan en valores fundamentales compartidos por muchas culturas. Las leyes naturales protegen contra daños a personas (por ejemplo, el asesinato, la violación, el asalto) o propiedad (robo, hurto), y forman la base de los sistemas de derecho común.
- Estatutos son promulgados por las legislaturas y reflejan las costumbres culturales actuales, aunque algunas leyes pueden ser objeto de controversia, por ejemplo, las leyes que prohíben el consumo de cannabis[24] y los juegos de apuestas. La Criminología Crítica reclama que las relaciones entre el Estado y los ciudadanos no son en su mayoría consensuales. El derecho penal no es necesariamente representativo de las creencias y los deseos públicos: se ejerce en interés de la clase dominante. Las criminologías de inspiración liberal, por el contrario, postulan que existe un contrato social entre el Estado y los ciudadanos.

Por lo tanto, las definiciones de los delitos varían de un lugar a otro, de acuerdo a las normas culturales y las costumbres, pero pueden ser ampliamente clasificados como delitos de cuello azul, crimen corporativo, el crimen organizado, el delito político, delito de orden público, el crimen de estado, delitos societarios y delitos de cuello blanco. Sin embargo, ha habido movimientos en la teoría criminológica contemporánea para alejarse del pluralismo liberal, el culturalismo y el posmodernismo, introduciendo el término universal «daño» en el debate criminológico como un reemplazo para el término legal «delito».

## Conceptos principales

### Conducta desviada
En cuanto al fenómeno de la desviación, la criminología aborda los factores explicativos de la conducta desviada y la conducta delictiva (robo, homicidio, daño, etc.). Estos factores pueden ser vistos desde una perspectiva causal como determinantes de orden psicológico, biológico o social, o bien pueden ser estudiados como categorías de orden cultural resultantes de procesos de interacción y definición social complejos, en los que intervienen elementos de tipo histórico, político o cultural.
Entendida la conducta desviada como aquel comportamiento de uno de los miembros de una sociedad, que se aleja de los estándares habituales de conducta. Aunque debe distinguirse entre diferentes conductas desviadas. Así, por ejemplo, el travestismo podría considerarse como una conducta desviada, pero resulta categóricamente distinta a la conducta desviada de, por ejemplo, robar en un establecimiento.
Por tanto, la criminología estudia la conducta desviada de la persona, cuyo resultado deriva en daño o perjuicio de algún componente de la sociedad.

### Control social
El control social es el conjunto de prácticas, actitudes y valores destinados a mantener el orden establecido en las sociedades. Aunque a veces el control social se realiza por medios coactivos o violentos, el control social también incluye formas no específicamente coactivas, como los prejuicios, los valores y las creencias.
Entre los medios de control social están las normas sociales, las instituciones, la religión, las leyes, las jerarquías, los medios de represión, el adoctrinamiento (los medios de comunicación y la propaganda), los comportamientos generalmente aceptados, y los usos y costumbres (sistema informal, que puede incluir prejuicios) y leyes (sistema formal, que incluye sanciones).

### Delito
El término delito se define como una acción típica, antijurídica, imputable, culpable, sometida a una sanción penal y a veces a condiciones objetivas de punibilidad. Supone una infracción del derecho penal. Es decir, una acción u omisión tipificada y penada por la ley.
Se considera al delincuente como un ser biopsicosocial. El examen y significado de la persona del delincuente pasa a un segundo plano desplazándose el centro de interés de las investigaciones hacia la conducta delictiva misma, la víctima y el control social. La corriente de la "clínica de la vulnerabilidad", propone una inversión del planteo etiológico biopsicosocial de la conducta criminal a nivel individual, por un planteo etiológico "socio-psico-biológico" de la vulnerabilidad individual al sistema penal.

### Víctima
La elaboración científica de una teoría de la víctima es un fenómeno reciente, delincuente y víctima son los dos coprotagonistas del suceso criminal. La criminología dispone ya de un cierto núcleo de conocimientos de cuestiones como: aptitudes y propensiones de los sujetos para convertirse en víctima, tipología victimaria relaciones entre delincuente y víctima, grados de coparticipación o corresponsabilidad de la víctima en el delito, influencias sociales en el proceso de victimización, daños y reparación, comportamiento de la víctima como agente informal del control penal.

## Técnicas metodológicas usadas por la criminología
La criminología, es una ciencia empírica e interdisciplinar, la cual utiliza el método científico para elaborar sus teorías, ya que si no lo utilizase no podríamos definirla como ciencia.
Para la elaboración de teorías y de estudios se utilizan determinadas técnicas metodológicas, las cuales se pueden dividir en dos grandes grupos:
El primero de ellos, serían los métodos sociológicos, entre los cuales se encontrarían
- Encuesta: se trata de un interrogatorio que se realiza a un grupo de personas determinado. Una vez finalizado, se extraen conclusiones del conjunto completo, pudiendo elaborar teorías sobre ello. En ocasiones las encuestas se han considerado poco fiables, debido a que no utilizan un número representativo de muestra para que las conclusiones que se extraigan sean fiables.
- Análisis de casos particulares: este método se centra en realizar una encuesta de naturaleza intensiva. Se puede enfocar en una persona en particular, en un grupo de personas o en la sociedad en general y se estudian aquellos casos particulares de la misma naturaleza. La forma de estudio se denomina “aproximación diferencial”, que consiste en establecer dos grupos diferentes, uno que se denomina el grupo experimental (tipo) y otro que es el grupo de control (testigo). Ambos grupos comparten características, pero siempre se van a diferenciar en una, la cual es poseída por el grupo experimental y que es la que será el objeto de estudio. Si observamos diferencias tras realizar el experimento en ambos grupos, diríamos que la causa de ello es la variable objeto que hemos determinado anteriormente.
- Estadística: además de ser una ciencia independiente, es uno de los métodos más utilizados por la criminología, debido a que utiliza todas las técnicas que estamos explicando. La Estadística traduce de forma numérica todos aquellos datos relacionados con diversos temas, pudiendo analizarlos, agruparlos, compararlos y sacar conclusiones y teorías de estos.
- Microsociología: se trata de un método experimental que estudia los conflictos y los problemas producidos en el interior de un grupo. Uno de los antecedentes de este método es la “sociometría”, que es una técnica elaborada por Moreno que permite averiguar los posibles sentimientos tanto de atracción como de rechazo de diferentes personas en diversos grupos. La criminología estudia grupos reducidos, sobre todo aquellos grupos en formación, como por ejemplo los reos en los centros penitenciarios.

Por otro lado, encontraríamos los métodos antropológicos, los cuales estudian aquellas circunstancias características de los delincuentes, que han podido provocar que actúen en contra de las normas. Entre los diversos estudios podemos encontrar:
- Estudios biológicos: la causa de la criminalidad se busca en las diferentes características somáticas o biológicas de los delincuentes. Dentro de esta categoría de estudios, trabajar diferentes ciencias como:

Antropología. Estudios antropométricos.
Endocrinología. Estudios endocrinológicos.
Biología. Estudios biotipológicos.
Embriología. Estudios de gemelos
Genética. Estudios de aberraciones cromosómicas
También:
Estudios de familias criminales
Estudios de adopciones
- Estudios psicológicos: estudian si las conductas de los delincuentes pueden ser fruto de trastornos o alteraciones psicológicas. Mira y López (1980) señalaron 9 direcciones metodológicas de la psicología, relacionadas con la Criminología y algunas de ellas son:

El conductismo
El psicoanálisis
La personología
La psicología de la forma
La psicología evolutiva
La psicología neuro-reflexológica
- Psicoanalítica: estudia principalmente el inconsciente, como este funciona y las consecuencias de este en la vida cotidiana de las personas. Algunos de los principales autores fueron: Freud, Friedlander y Reich.

## Criminología en Iberoamérica
En Iberoamérica son varios los académicos que se han destacado en esta área, especialmente los pertenecientes a países como Argentina, Chile, Colombia, México y Venezuela. Entre ellos sobresale la labor de criminólogos como: Alfonso Quiróz Cuarón, Rosa Del Olmo, Emiro Sandoval Huertas, Luis Rodríguez Manzanera, Lolita Aniyar de Castro, Alfonso Reyes Echandía, Eugenio Raúl Zaffaroni, Juan Manuel Mallorca, Elio Gómez Grillo, Álvaro Pérez Pinzón, Filadelfo Del Carmen Labastidas, Luis Gerardo Gabaldón, Christopher Birkbeck, Máximo Sozzo, Juan Antonio Rodríguez, Marcelo Aebi, Lucia Dammert, Roberto Briceño-León, Carlos Vilalta, entre muchos otros que han colaborado con esta rama de las ciencias sociales. En España, algunos de los criminólogos más importantes han sido: Antonio Beristain Ipiña, Elena Larrauri Pijoan, Vicente Garrido Genovés, Jorge Sobral, Per Stangeland, Santiago Redondo, Miguel Clemente, Eugenio Garrido Martin, Enrique Echeburua, Cándido Herrero, César Herrero Herrero, María de los Ángeles Luengo, Carmen Herrero, Alfonso Serrano Gómez, Alfonso Serrano Maíllo y Juanjo Medina Ariza.
En cuanto a los estudios universitarios, el primer programa de estudios universitarios a nivel licenciatura en Latinoamérica surgió en 1978 en la Facultad de Derecho y Ciencias Sociales (hoy Facultad de Derecho y Criminología) de la Universidad Autónoma de Nuevo León (UANL), en Monterrey, México, aunque con un enfoque curricular que apunta más a la criminalista. La primera Escuela de Criminología de Sudamérica se abrió en la Universidad de Los Andes en Mérida, Venezuela en 1992 y su primer egresado es el criminólogo y profesor Juan Antonio Rodríguez, primer licenciado en criminología graduado en ese país.
En 1996 surge en México la primera Maestría en Ciencia Jurídico Penal con Especialización en Criminología, con la enseñanza a cargo del Instituto Nacional de Ciencias Penales INACIPE, dependiente entonces de la Procuraduría General de la República.
En la Patagonia argentina, nace en 1998 la primera escuela de Criminología Social de ese país, dirigida por el criminólogo y psicólogo social argentino Roberto Víctor Ferrari.[cita requerida] En España, las primeras escuelas donde se imparten criminología, que dependían de la facultad de derecho, fueron creadas en Barcelona (1955) y en Madrid (1964).